# إدواردز غوزمان
إدواردز غوزمان (بالإنجليزية: Edwards Guzmán)‏ هو لاعب كرة قاعدة أمريكي، ولد في 11 سبتمبر 1976 في بايامون في الولايات المتحدة.

## وصلات خارجية
- إدواردز غوزمان على موقعبيزبول رفرنس.كوم (الدوري الرئيسي) (الإنجليزية)
- إدواردز غوزمان على موقعبيزبول رفرنس.كوم (الدوري الثانوي) (الإنجليزية)